# Thule Társaság
A Thule Társaság (Thule-Gesellschaft) egy német okkultista és hagyományőrző csoport, amely Münchenben működött a második világháborút megelőzően. Nevüket a görög legendákban szereplő misztikus északi sziget után kapták. A társaság főként azzal hívta fel magára a figyelmet, hogy szponzorálta a Német Munkáspártot, amelyből később Adolf Hitler létrehozta a Nemzetiszocialista Német Munkáspártot. Mindazonáltal Hitler soha nem volt tagja a Thule Társaságnak.

## Eredete
A Thule Társaság kezdetben egy „német tanulócsoport” volt Walter Nauhaus, egy első világháborús sebesült veterán vezetésével, aki Berlinben bölcsészhallgató lett, és az 1911-ben alapított Germanenorden, más néven Teuton Rendjének (nem összekeverendő a Teuton Lovagokkal!) tagja. Nauhaus 1917-ben költözött Münchenbe.  Az általa vezetett Thule-Gesellschaft valószínűleg kezdetben a fedőneve volt a Germanenorden müncheni ágának, de később külön úton haladt tovább. 1918-ban Nauhaus találkozott a Rudolf von Sebottendorf nevű okkultistával és együtt indítottak toborzóakciót.

## Hite
A Thule-Gesellschaft elsődlegesen az „árja” faj eredetére fókuszált. „Thule” (görög nyelven: Θούλη) egy messzi északon elterülő föld volt a görög-római földrajzban. 
Az „Ultima Thule” kifejezést (latin: legtávolibb) Vergilius, a római költő is megemlíti az Aeneis című epikus versében. Manapság az általános elképzelés, hogy Skandináviát érthették alatta.
A náci misztikusok az Ultima Thulét egy elveszett ősi földterületként azonosították és helyzetét Grönland vagy Izland közelébe helyezték. Ezek az gondolatok Ignatius Loyola Donnelly Egyesült Államokbeli jogtudós és farmer korábbi eszmefuttatásaiból származtak, aki szerint az elveszett földrész Platón Atlantiszának része volt és az Árja faj otthona. Teóriájának alátámasztásában felhasználta a szvasztika motívumokat is. Elméletét a 19. században Helena Blavatsky okkultista írónő művelte tovább.

## Tevékenységük
A Thule Társaság körülbelül 250 követőre talált Münchenben és 1,500-ra Bajorországban. Összejöveteleiket gyakran tartották a  „Hotel Vierjahreszeiten” (német: Négy Évszak Hotel) müncheni luxusszállodában.
A Thule követőinek csak egy részét érdekelte az okkultizmus, jobban vonzódtak az eugenika iránt.
Állítólag tervezték, hogy elrabolják a bajor miniszterelnököt, Kurt Eisner-t. A Bajor Tanácsköztársaság meggyengülése után megvádolták őket, hogy megkíséreltek beszivárogni a kormányba és 1919 április 30-án puccsot kíséreltek meg. A Szovjet kormány ezért a Thule Társaság számos tagját őrizetbe vette, majd kivégeztette.

## A Thule Társaság a popkultúrában
- Karl Ruprecht Kroenen , a Hellboy című filmben az ellenfelek közül az egyik, mint a Thule Society egy tagja mutatkozik be.
- A Fullmetal Alchemist: Shambala hódítójában a főszereplő Edward Elric ellenfele a Thule Társaságának egy szekciója. Vezetőjüket Dietline asszonyt, a valóságban is élt Dietrich Eckart politikusról mintázták.
- Odaát (Supernatural): A 8. évadban jelenik meg a Thule, mint titkos nekromanta náci társaság.